# 2013年德國足協盃決賽
2013年德國足協盃決賽為在2013年6月1日時2012年-2013年德國足協盃最後一場比賽，由拜仁慕尼黑足球會在柏林柏林奧林匹克體育場出戰斯圖加特足球俱樂部。最後拜仁慕尼黑足球會以3比2勝過斯圖加特足球俱樂部，加上先前的2012/13賽季歐洲冠軍聯賽與2012年至2013年德國足球甲級聯賽使得其完成了三冠王的紀錄。而這項成績除了過去沒有一支德國球隊達成為，在歐洲也僅有6支球隊曾經獲得此項頭銜。

## 外部連結
- （德文） DFB - Deutscher Fußball-Bund e.V.（页面存档备份，存于）